# Carvoeiro (Lagoa)

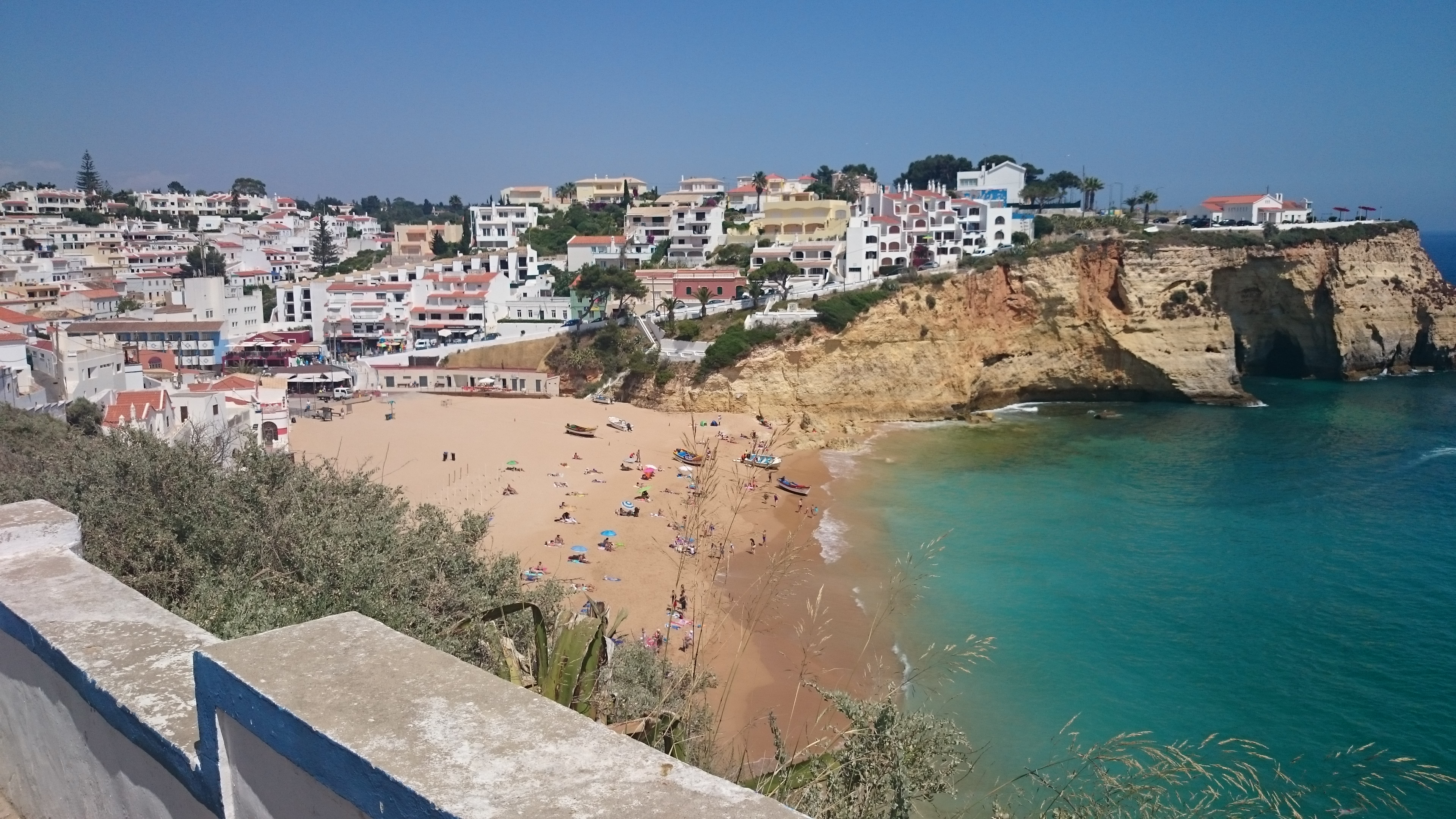
Veduta di Carvoeiro

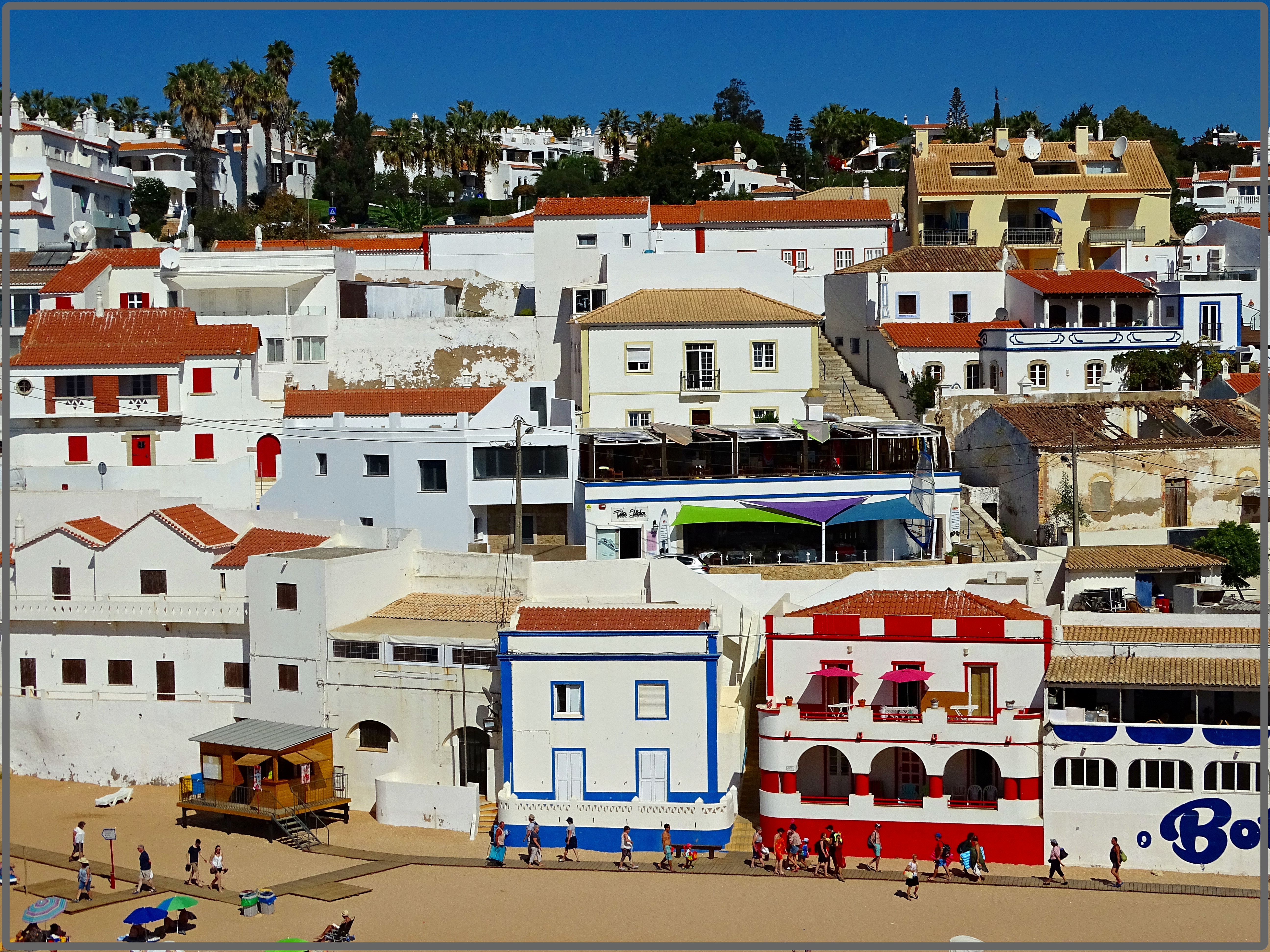
Case di Carvoeiro

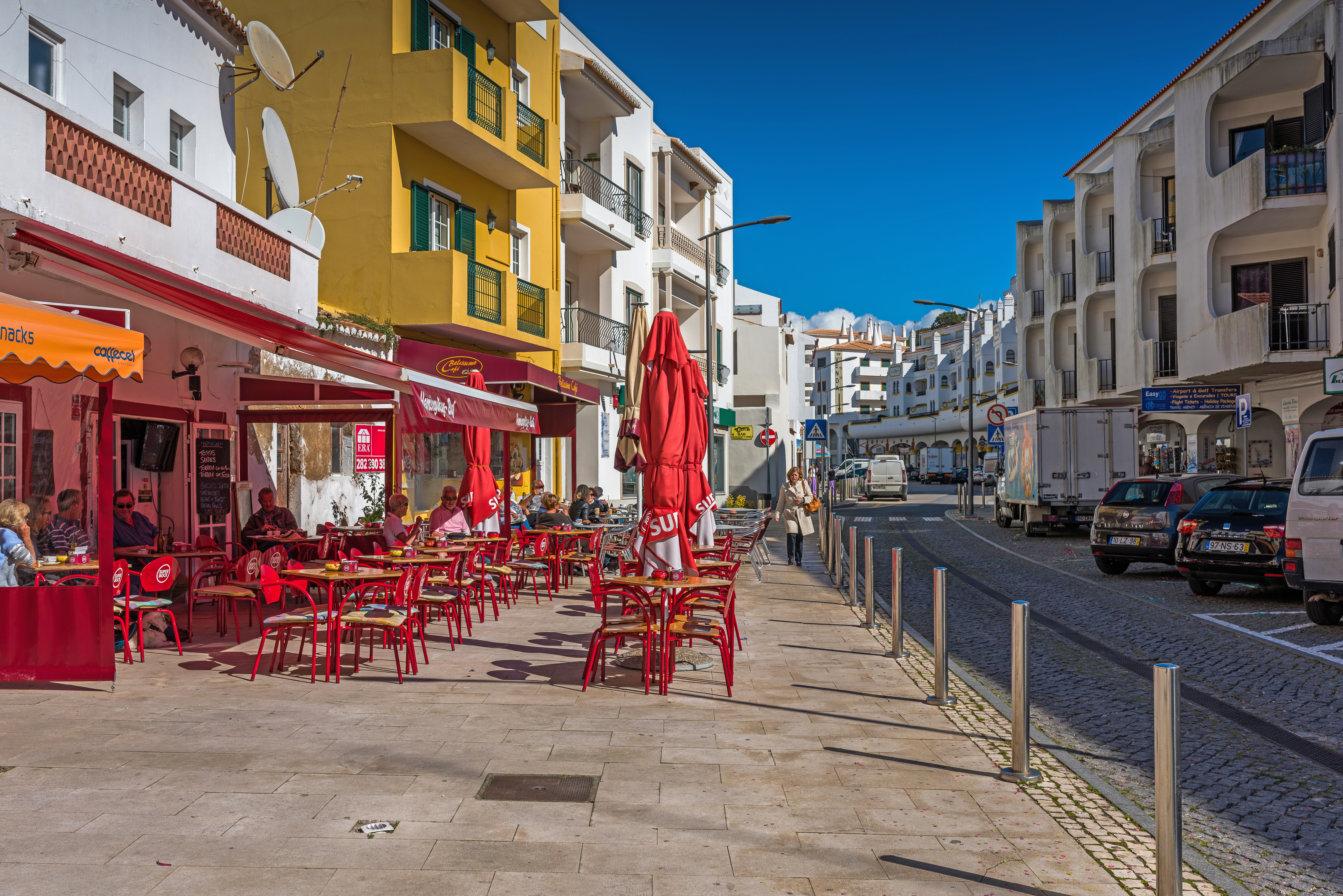
Una via di Carvoeiro

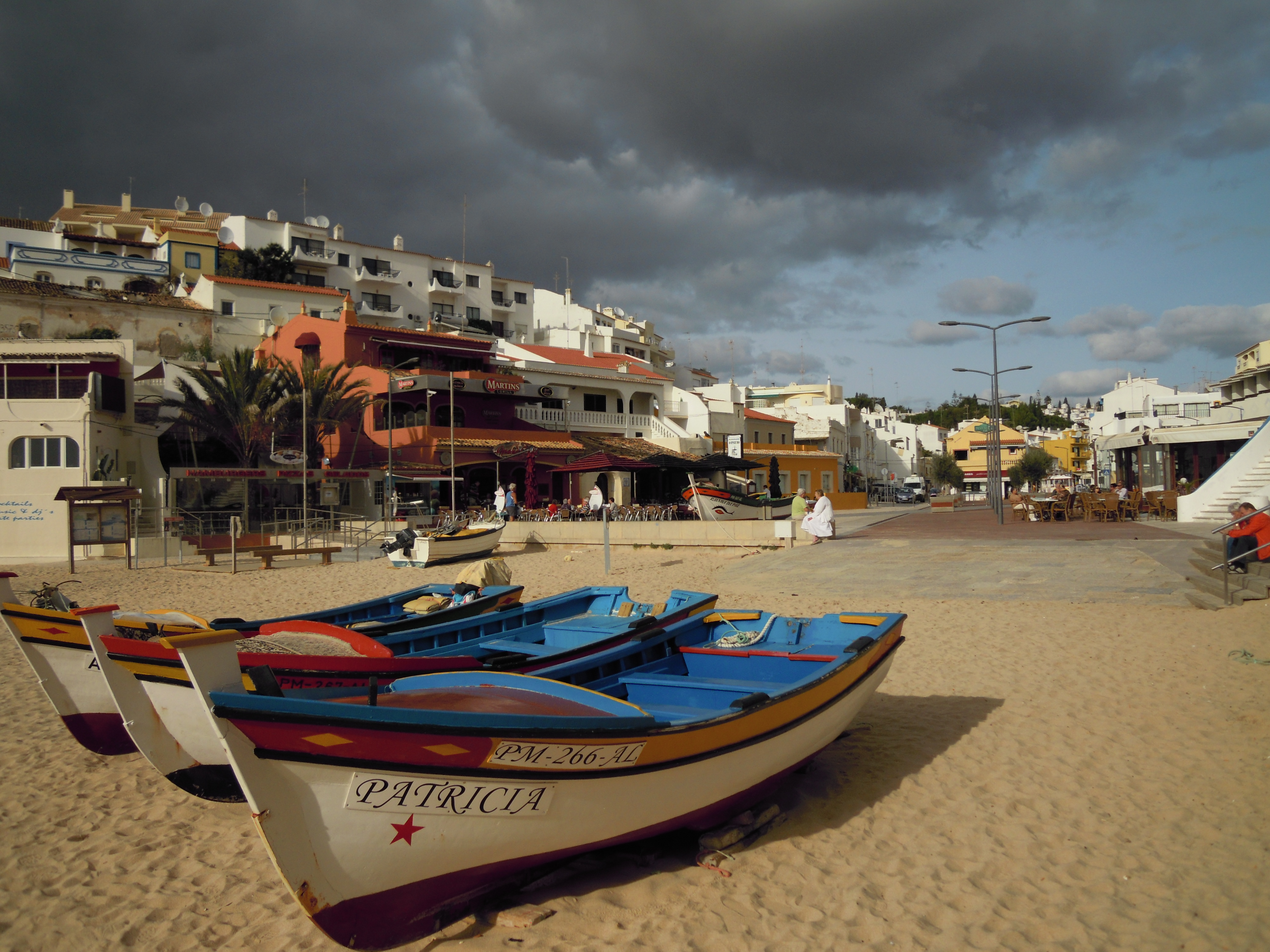
Imbarcazioni nella spiaggia di Carvoeiro

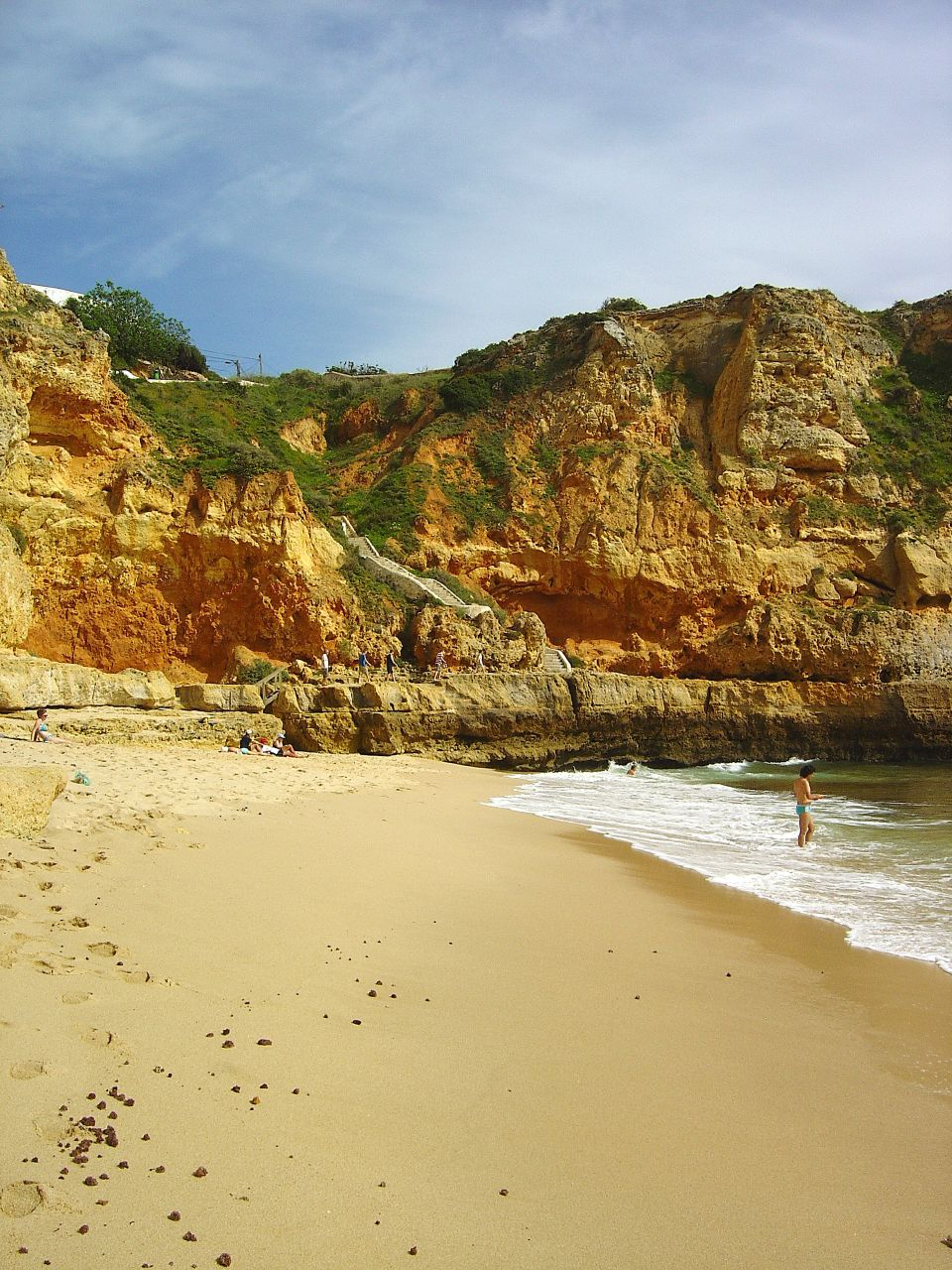
Carvoeiro: Praia do Paraíso

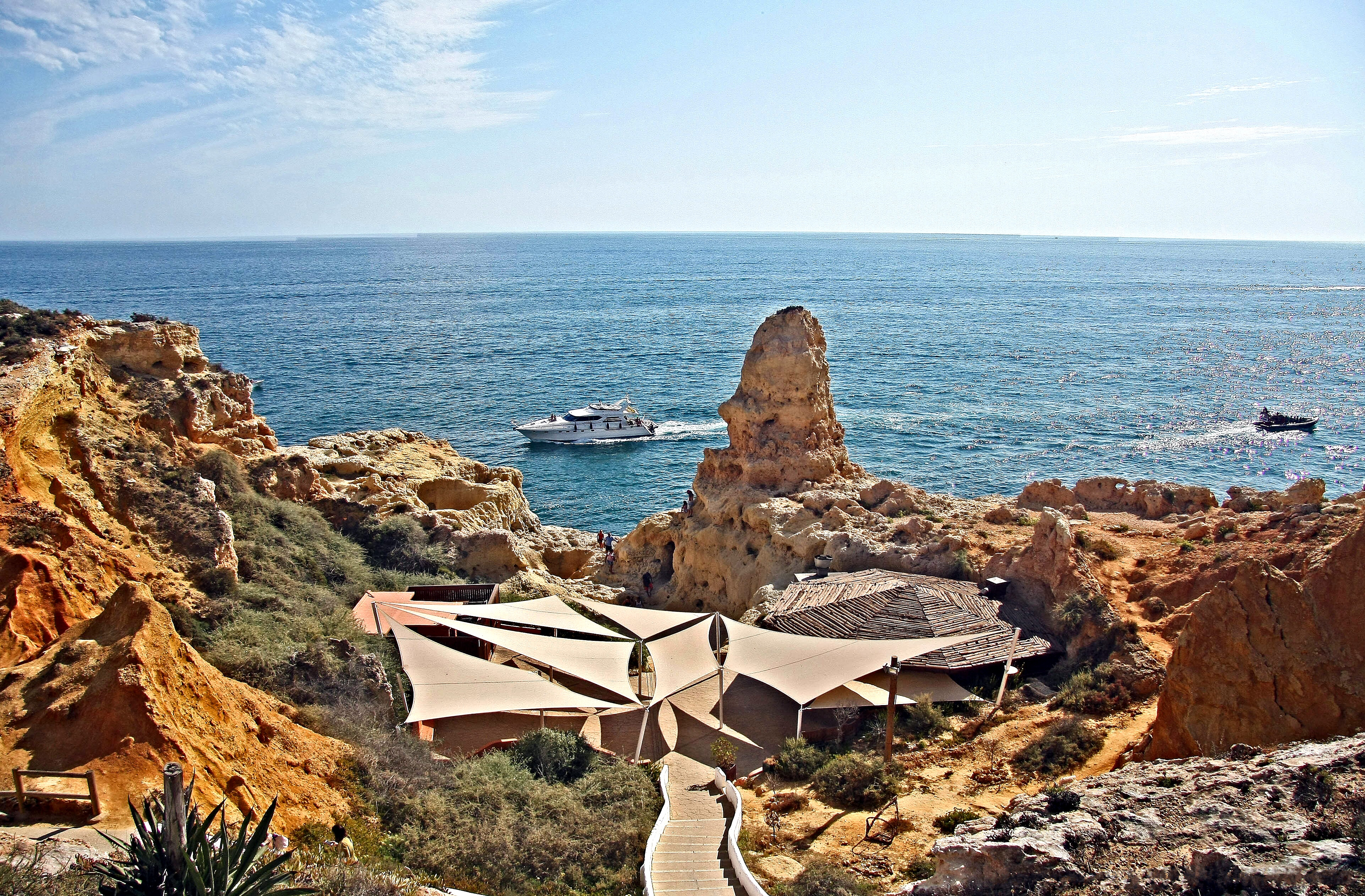
Il sito naturale di Algar Seco, nei dintorni di Carvoeiro

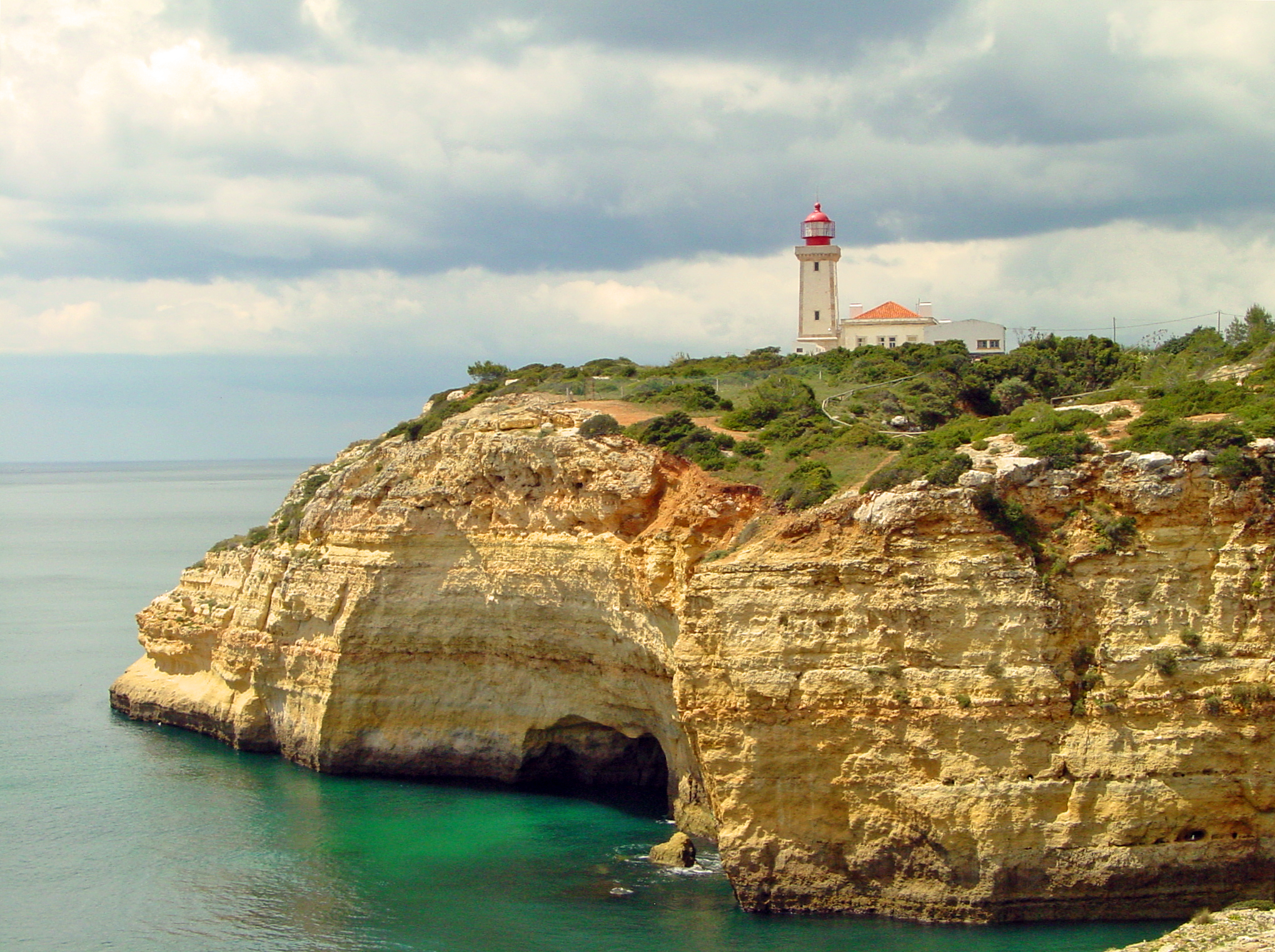
Il faro di Alfanzina, nei dintorni di Carvoeiro

Carvoeiro, nota anche come Praia do Carvoeiro, è una cittadina (vila) e località balneare sull'Oceano Atlantico del Portogallo meridionale, situata nella regione dell'Algarve e facente parte del distretto di Faro e della municipalità (concelho) di Lagoa. Ex–freguesia (fino al 2013) e poi sede amministrativa della freguesia di Lagoa e Carvoeiro, conta una popolazione di circa 2700–2800 abitanti.
Si tratta di una delle principali mete del turismo internazionale del Paese.

## Geografia
Carvoeiro si trova a ovest di Albufeira, tra le località di Portimão e Armação da Pêra e a sud di Lagoa.
Il villaggio occupa una superficie di 12,8 km².

## Origini del nome
Il toponimo Carvoeiro deriva forse dal termine caboeiere, che nel periodo medievale sotto la dominazione islamica indicava un villaggio di pescatori.

## Storia

### Dalle origini ai giorni nostri
Sin dal XVI secolo, la popolazione di Carvoeiro divenne dedita alla pesca, che costituì per lungo tempo la principale fonte di sostentamento insieme all'agricoltura.
Carvoeiro era inoltre citata in mappe antiche anche come luogo strategico e la costa al largo della località era spesso soggetta ad attacchi pirati. Nel 1544 venne combattuta al largo di Carvoeiro una battaglia tra i soldati di Pedro da Cunha e la flotta del corsaro turco Şarramet.
A partire dagli anni sessanta del XX secolo Carvoeiro divenne una popolare meta turistica, scelta anche dagli stranieri. In quel periodo, si stabilì a Carvoeiro, tra gli altri, il pittore irlandese Patrick Swift; stabilì inoltre la propria residenza a Carvoeiro (dove morì nel 2006) il ciclista olandese Roy Schuiten.
Nell'ottobre del 1985, Carvoeiro divenne una freguesia che comprendeva, oltre al villaggio di Carvoeiro anche i villaggi di Alfanzina, Algar Seco, Boavista, Mato Serrão, Sesmarias, Vale Covo e Vale Currais e parte dei villaggi di Benagil, Poço Partido, Salicos e Vale d'El-Rei. Nel 1991, la freguesia di Carvoeiro contava 4 049 abitanti, mentre il solo villaggio di Carvoeiro contava 1 883 abitanti.
Nel 2001, Carvoeiro ottenne lo status di vila (cittadina). Nel 2013, la freguesia di Carvoeiro venne soppressa e unita a quella di Lagoa per formare la nuova freguesia di Lagoa e Carvoeiro.

### Simboli
Nello stemma di Carvoeiro erano presenti quattro torri: questi simboli sono poi confluiti nella stemma della nuova freguesia di Lagoa e Carvoeiro.

## Monumenti e luoghi d'interesse

### Architetture militari

#### Forte di Carvoeiro
Principale monumento storico di Carvoeiro è il forte di Carvoeiro o forte di Nostra Signora dell'Incarnazione (in portoghese: Forte da Nossa Senhora da Incarnação), un forte con annessa cappella votiva che si erge a 100 metri sul livello del mare, realizzato tra il 1670 e il 1675 per volere del governatore dell'Algarve.
L'edificio venne seriamente danneggiato durante il terremoto del 1755  e fu restaurato nel 1825.

### Architetture civili

#### Faro di Alfanzina
Nei dintorni di Carvoeiro, segnatamente nel villaggio di Alfanzina (un tempo parte della freguesia di Carvoeiro), si trova poi il faro di Alfanzina, realizzato nel 1920.

### Aree naturali

Spiaggia a Carvoeiro

Nel villaggio di Carvoeiro si trovano due spiagge, la spiaggia di Carvoeiro (Praia de Carvoeiro) e la Praia do Paraíso.
Nei dintorni di Carvoeiro si trovano inoltre la Praia da Vale de Centeanes (situata a 2 km a est del villaggio) e la Praia da Marinha. Altri luoghi d'interesse naturalistico nei dintorni di Carvoeiro sono la grotta di Benagil e il sito costiero di Algar Seco.

## Società

### Evoluzione demografica
Al censimento del 2021, Carvoeiro contava una popolazione pari a 2 784 abitanti.

## Cultura

### Eventi
A fine agosto si tiene a Carvoeiro la festa di Nostra Signora dell'Incarnazione.

## Sport
Tra le principali strutture sportive di Carvoeiro, figurano due campi da golf.